# Melitaea almana
Melitaea almana är en fjärilsart som beskrevs av Hans Rebel. Melitaea almana ingår i släktet Melitaea och familjen praktfjärilar. Inga underarter finns listade i Catalogue of Life.